# Sipacapa
Sipacapa é uma cidade da Guatemala do departamento de San Marcos.